# Cyphia galpinii
Cyphia galpinii är en klockväxtart som beskrevs av Franz Elfried Wimmer. Cyphia galpinii ingår i släktet Cyphia, och familjen klockväxter. Inga underarter finns listade i Catalogue of Life.